# Conus nussatella
Cône nussatelle
Espèce
Statut de conservation UICN

 LC  : Préoccupation mineure
Le cône nussatelle (Conus nussatella) est une espèce de mollusques gastéropodes marins et venimeux de la famille des Conidae.

## Description
La coquille est fuselée, avec une haute spire, sa taille est de 5 à 8 cm. L'ouverture est étroite. La couleur est variable, avec généralement un fond blanc, crème, jaune ou orangé (parfois même brun clair), mais cet animal est caractérisé par les rangées de points brun très sombre qui ornent régulièrement sa coquille, accompagnés par des taches longitudinales jaunes ou brunes très irrégulières. Le corps de l'animal est couleur crème, avec des motifs de fines lignes bordeaux.

## Galerie

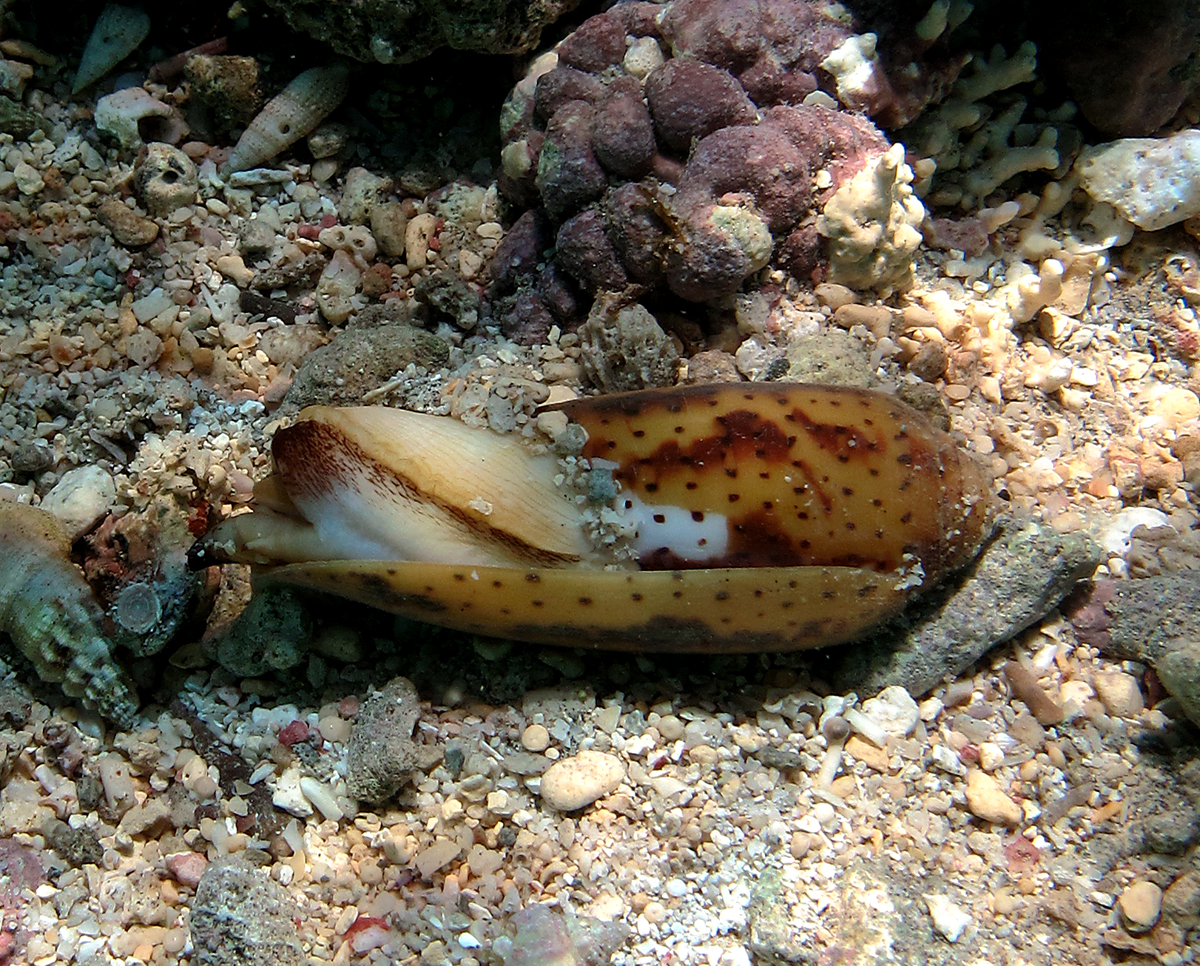
Spécimen vivant à La Réunion.
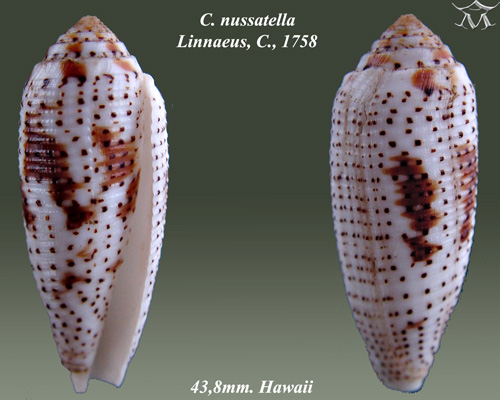
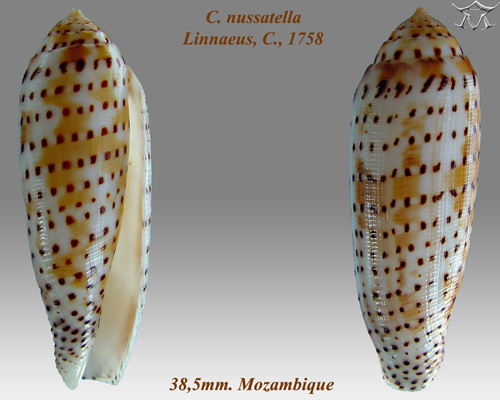
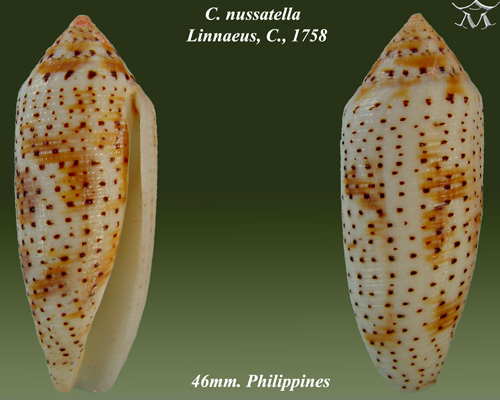

## Répartition
Cette espèce est très largement répandue dans l'Indo-pacifique tropical, notamment dans les écosystèmes coralliens, entre la surface et 25 m de profondeur.

## Écologie et comportement
Ces coquillages sont des chasseurs nocturnes, qui se nourrissent de vers polychètes, qu'ils chassent à l'affût. Ils attendent immobiles qu'une proie s'approche, et ils éjectent alors par leur siphon une dent radulaire en forme de harpon, enduite de venin qui paralyse la victime et la tue rapidement. Ils l'ingèrent ensuite par leur bouche extensible et se cachent pour digérer.
Leur venin, très puissant, peut être très douloureux pour l'homme.